# محمد أبو شمالة
محمد أبو شمالة مجاهد فلسطيني وعضو المجلس العسكري الأعلى لكتائب الشهيد عز الدين القسام، ولد عام 1974 في مخيم يبنا للاجئين جنوب مدينة رفح بقطاع غزة، لعائلة تعود جذورها الى قرية بيت دراس هجرت في نكبة 1948.
وكان من بين أبرز المطلوبين لأجهزة المخابرات الإسرائيلية منذ العام 1991، حتى اغتياله فجر الخميس 21 أغسطس 2014.

## مسيرته النضالية
انتمى أبو شمالة لكتائب القسام في بداية التسعينيات مع كل من محمد الضيف ورائد العطار، عُين لاحقا نائبا لقائد لواء رفح جنوبي قطاع غزة، وعضوا بالمجلس العسكري الاعلى للكتائب.
شكل أبو شمالة واحداً من أبرز المطلوبين لأجهزة المخابرات الإسرائيلية منذ عام 1991، وقضى في سجون الاحتلال تسعة أشهر، وفي سجون السلطة ثلاث سنوات ونصف.

## أبرز نشاطاته وعملياته
قاد أبو شمالة العديد من العمليات ضد الاحتلال الإسرائيلي وكذلك عمليات تصفية العملاء في الانتفاضة الأولى.
أشرف أبو شمالة الذي شارك في ترتيب صفوف كتائب القسام في انتفاضة الأقصى، والذي عين قائدا لدائرة الإمداد والتجهيز، على العديد من عمليات المقاومة الفارقة في تاريخ العمل المقاوم الفلسطيني كعملية براكين الغضب وعملية الوهم المتبدد.
يٌعد أبو شمالة من أبرز القادة في معارك الفرقان وحجارة السجيل والعصف المأكول.
يقف أبو شمالة وراء التخطيط لعميات حفر الأنفاق المفخخة عام 2004، كما تتهمه المخابرات الإسرائيلية بالوقوف وقف وراء عملية منطقة كرم أبو سالم عام 2006، والتي قتل فيها جنديان، وأسر خلالها جلعاد شاليط (الذي أطلق سراحه عام 2011).
يتهمه الاحتلال كذلك ببناء منظومة عسكرية واسعة في رفح، والمسؤولية عن التخطيط المستمر لأسر جنود إسرائيليين لمبادلتهم بأسرى فلسطينيين.

## محاولات اغتياله
نجا أبو شمالة من ثلاث محاولات إسرائيلية لاغتياله، من بينها غارة جوية استهدفت مركبة قفز من داخلها قرب مشفى الأوروبي شمال شرق رفح عام 2003، ومرة أخرى  والتي كانت أخطر محاولات الاغتيال عندما اجتاح الجيش الإسرائيلي مخيم يبنا وحاصر منزله في مطلع صيف العام 2004.

## اغتياله
اغتالته إسرائيل في ليلة 21 أغسطس 2014 خلال حربها على غزة التي استشهد فيها رفيقاه في العمل العسكري رائد العطار ومحمد برهوم وقد زفت حركة حماس خبر وفاتهم إلى الشعب الفلسطيني بأكمله وشيعت جنازتهم من مسجد العودة بقطاع غزة.